# Flagge Uruguays
Die Flagge Uruguays stammt aus der Zeit, als sich die Banda Oriental del Uruguay (das östliche Ufer des Uruguays) von den Vereinigten Provinzen des Río de la Plata (Provincias Unidas del Río de la Plata aus denen später Argentinien hervorging) ablöste: Die Flagge war himmelblau-weiß mit einer goldenen Sonne – Symbole, die ebenfalls Bestandteil der Flagge Argentiniens sind.

## Beschreibung und Bedeutung

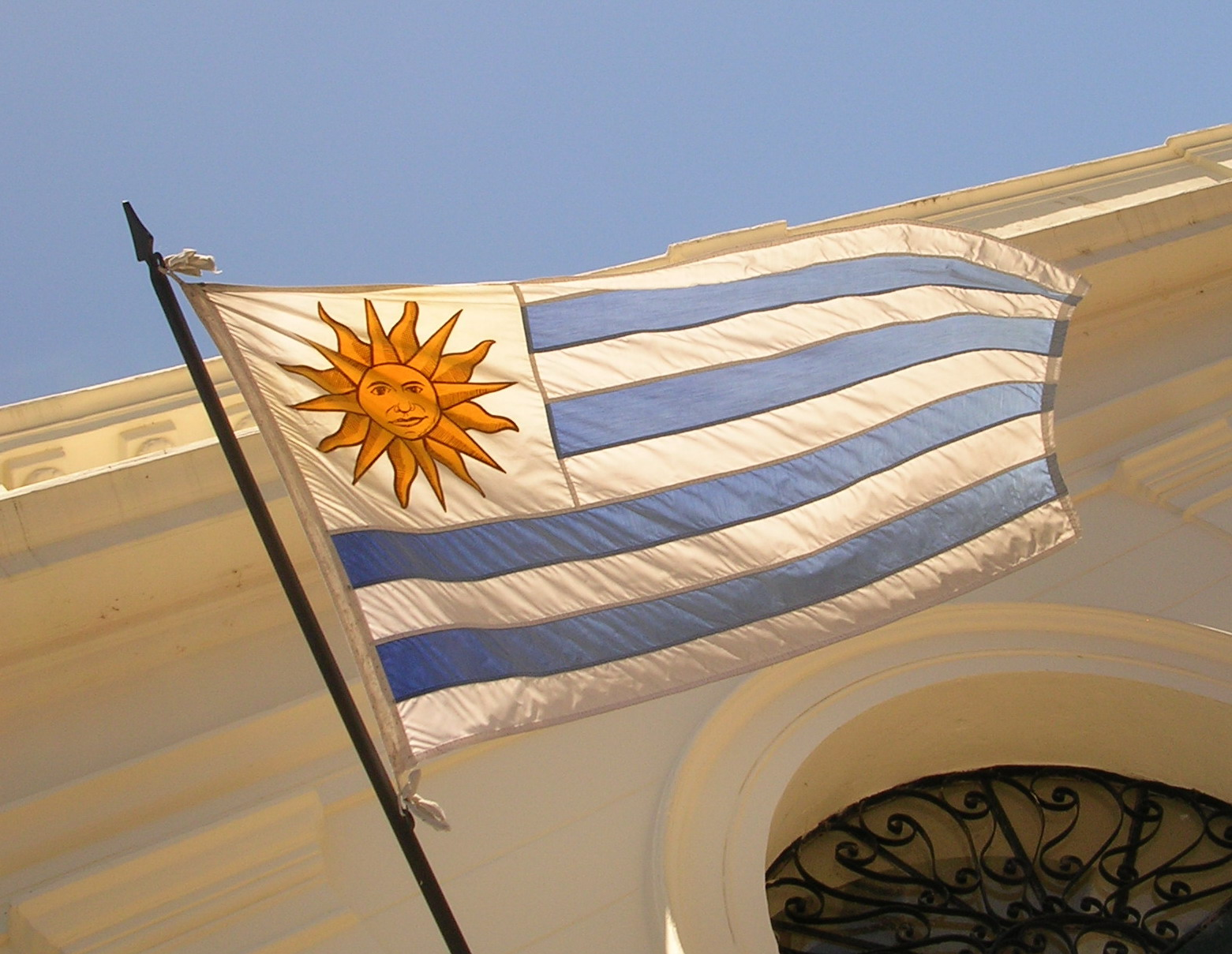
Wehende Flagge Uruguays

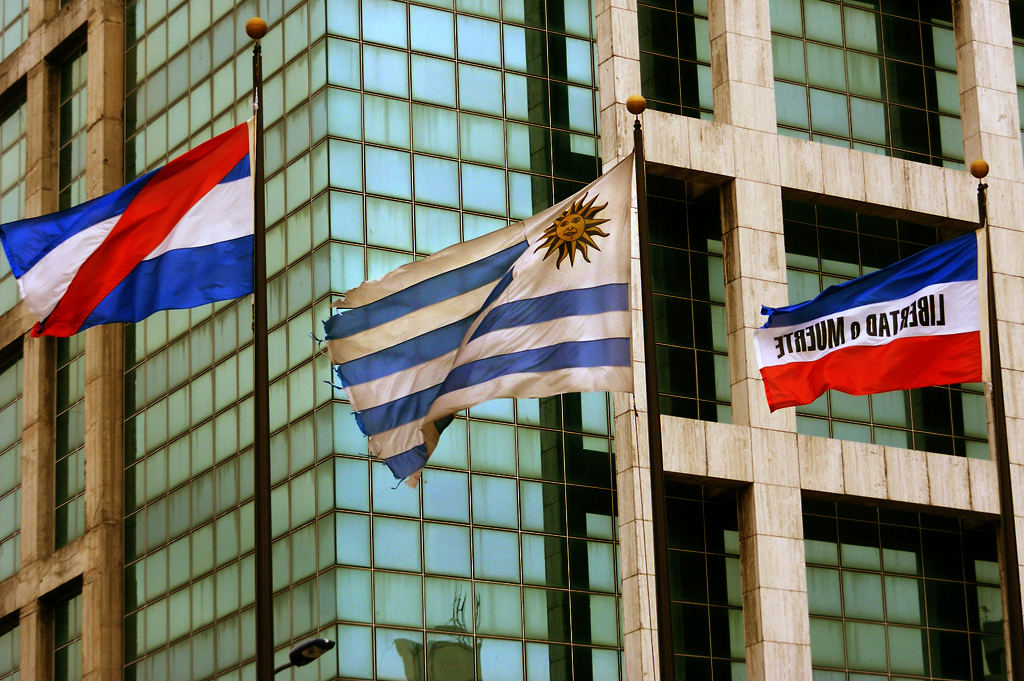
Flaggen der Freiheitskämpfer neben der Nationalflagge

Im oberen Liek steht die von Argentinien stammende Sol de Mayo (Maisonne, auch Inkasonne, genannt), die Freiheitssonne. Allerdings besitzt die uruguayische Sonne nur 16 Strahlen im Vergleich zu den 32 Strahlen der argentinischen Sonne. Die Sonne hat einen Durchmesser von 11/15 des weißen Feldes. Die Kantenlänge des weißen Feldes ist so groß wie die ersten fünf Streifen. Die insgesamt neun Streifen (fünf weiße und vier blaue) repräsentieren die neun ursprünglichen Departements.

## Geschichte
José Gervasio Artigas, der Führer Uruguays im Kampf um die Unabhängigkeit, und spätere Freiheitskämpfer, die so genannten Treinta y Tres (33 Kämpfer aus der Banda Oriental), führten, neben weiteren Varianten, blau-weiß-blaue Flaggen mit einem roten Schrägbalken (von links oben nach rechts unten) oder rot-weiß-blaue mit der Inschrift Libertad o Muerte (Freiheit oder Tod).
Nach der Unabhängigkeit des Landes im Jahre 1828 beschloss das Parlament am 16. Dezember die Annahme einer neuen Flagge mit neun himmelblauen Streifen. Ob auch bereits eine Variante mit einer Sonne im Obereck gehisst wurde, ist nicht genau bekannt. Diese war in den Farben von der Flagge Argentiniens und von der Streifenflagge der USA beeinflusst. Die Streifen standen für die neun Departments Uruguays zur Zeit der Unabhängigkeit. Doch bald störte die Vielzahl der Streifen (19) , so dass diese am 11. Juli 1830 auf die heutige Version modifiziert wurde. Ein Gesetz vom 16. Dezember 1830 legte diese schließlich als Nationalflagge fest. Zwischen 1839 und 1851 entschied man sich kurzzeitig, die blauen und die weißen Streifen miteinander auszutauschen, um den Ober- und Unterrand der Flagge mit einer Farbe abschließen zu können. Die Flagge bestand somit aus fünf blauen und vier weißen Streifen. Ab dem Jahr 1843 wurde die Sonne dabei sogar ins Zentrum der Flagge verlegt. Erst am 8. Oktober 1851 kehrte man zur verfassungsmäßigen und noch heute gültigen Version vom 11. Juli 1830 zurück.

Flagge von José Gervasio Artigas (Patria vieja): das Blau ist bei Artigas dunkler als bei der argentinischen Flagge, um sich von Argentinien zu unterscheiden.
Flagge der 33 Kämpfer aus der Banda Oriental mit Inschrift „Freiheit oder Tod“, 1825
Flagge von 1828

## Weitere Flaggen Uruguays

Gösch